# A japán nyelv szókészlete
A japán nyelv szókészletét vizsgáló kutatások megállapították, hogy a mai japán nyelvben, körülbelül 30-40 ezer szót használnak. Rétegei, eredetük szerint, három főbb csoportra osztható; őshonos szavak, sinojapán szavak, és az egyéb jövevényszavak. A japán lexikon rendkívül nagy számban tartalmaz jövevényszavakat. Megtalálhatóak benne a közeli nyelvek szavai, mint a koreai és az ainu, de legnagyobb részüket a kínai – sinojapán – átvételek teszik ki. Jelen korunkban a japán nyelv befogadóképességének koránt sincs vége, ami leginkább az angol nyelvből vett szókincs bővülésében mutatkozik meg.

## Őshonos szavak
Az őshonos japán eredetű szavak a vago (和語, japán szavak), vagy más néven jamato kotoba (大和言葉, jamato szavak). Minden olyan szó ide tartozik, amely a japán nyelv kialakulásának és fejlődésének a terméke, és bizonyítottan nem kapcsolható más idegen nyelvhez.

### Vago
A vago (和語), szó szerinti jelentése, va szavak. A va (和) írásjegy, az ősi kínai vo (倭) írásjegyből alakult ki, mely a japán szigetvilágon kialakult kultúrák megnevezésére szolgált. A modern japán nyelvben a va írásjegy, egy olyan képző, melynek a szavak elé illesztésével, valamilyen japánnal kapcsolatos szóösszetételt kapunk. Például: vasu (和酒, tradicionális japán alkoholos ital), vasi (和紙, japán papír), vagy jelen esetben a vago. Ősi kínai eredetét tekintve, a va írásjegy segítségével képzett szavak, nem tartoznak az őshonos japán szavak közé.
A jamatokotoba (大和言葉) szó szerinti jelentése jamato szavak. Eredete nem más, mint az ősi japán uralkodó klán neve, melynek központja, a mai Nara tartomány területén helyezkedett el. A japán történelemben, ezt az időszakot Jamato-kornak (250-710) nevezik. A 20. század elején erős nacionalista felhangot kapott, mivel a Japán Birodalmon belül uralkodó etnikai csoportot azonosították vele. A tudományos megnevezéseket illetően, kevésbé affektív jelentése miatt, inkább a vago kifejezést használják a japán őshonos szavakra.

### Giongo és gitaigo
A giongo (擬音語, hangutánzó szavak) és gitaigo (擬態語, hangulatfestő szavak), külön csoportot alkotnak a japán nyelvben. A japán anyanyelvű emberek számára, a hangutánzó és a hangulatfestő szavak jelentése magától értetendő. Ezen szavak többségét, nem tüntetik fel a legtöbb szótárban és tankönyvben. Mivel más nyelvből nem kölcsönöztek hangulatfestő és hangutánzó szavakat, ezért számos tudós, ezen szavak csoportját az őshonos szavak közé sorolja.

## Sakujógo
A sakujógo (借用語, kölcsön szavak), egy olyan gyűjtőfogalom a japán tradícióban, ami minden egyes szóra vonatkozik, ami nem japán eredetű. Az idegen nyelvek többségéből, leginkább az új szavak és kifejezések honosodtak meg a japán nyelvben, ennek ellenére számos őshonos és korábban asszimilálódott szóra, könnyedén találunk még újabbat, divatosabbat, gyarapítva ezzel a szinonimák tengernyi számát.

### A kontinentális jövevényszavak
A kontinentális jövevényszavak közé, leginkább azokat a szavakat soroljuk, amik a japán nyelv szókészletének fejlődésére, legkorábban – körülbelül a japán ókor (kodai-kor, 250-1185) végéig bezárólag – fejtették ki a hatásukat. Ezek többségében, a japán szigetvilágon és annak közvetlen közelében élő, de nem a japán kultúrkörhöz tartozó népek, mint az ainu, koreai, kínai, szanszkrit, és fellelhetők benne egyéb ausztroázsiai népek szavai is. Megállapítani e szavak eredetének többségét, nem mindig sikerül, és legtöbbször nem egyértelmű.

### Kango
Az ősi kínai eredetű jövevényszavak, más néven a sinojapán szavak általános elnevezése Japánban, a kango (漢語), melynek szó szerinti jelentése kan szavak. A kan, a kínai han (漢) írásjegy megfelelője, ami a Han-dinasztiából (i.e. 206–i.u 220) eredeztethető, és egyben jelöli még a mindenkori Kínát legnagyobb számban lakó etnikai népcsoportot is. Másik kevésbé használt elnevezés a dzsiongo (字音語, kínai írásjegy kiejtéséből származó szavak). A kínai eredetű szavak átvétele intenzív volt, és körülbelül 1500 évig tartott. A kínai írásjegyek átvételével kezdődött, melynek a legkorábbi forrása, az időszámításunk szerinti 5. század.

#### Vaszei kango
Nem az összes kango származik közvetlenül Kínából. A japán hagyományok szerint, a szóösszetételek jelentős száma, a kínai írásjegyekhez rendelt olvasatokból alakult ki, melynek japán neve; vaszei kango (和製漢語, Japánban alkotott kango). Kialakulásának ideje szerint, két főbb csoportra oszthatjuk.
A középkori csoport első megjelenése körülbelül 1000-re tehető, és az azt követő 3-4 század termékeit értjük alatta. Ebben az időszakban, a vago szavak jelentős részét, kínai írásjeggyel írták le, így azok kango olvasata is elterjedt. Mivel, az ezt megelőző időszakban, Japánt szoros kapcsolatok fűzték a kínai Tang-dinasztiához (618-907), ezért – többek között – megkezdődött a kínai nyelv elsajátítása, – mint idegen nyelv – ami a műveltség egyik alapvető feltételének számított a férfiak körében. Ehhez köthető, a kanbun kundoku (漢文訓読) – melynek hozzávetőleges jelentése, a kínai szöveg olvasása japán nyelvtannal – és az ondoku (音読) – melynek hozzávetőleges jelentése, a kínai szöveg olvasása, mint idegen nyelv – megjelenése, ami megalapozta a vaszei no kango kialakulását.
A második csoport ismertebb neve a kango jakugo (漢語訳語, kango utánzat), vagy más néven a sinkango (新漢語, új kango), ami a rangaku (蘭学) – melynek szó szerinti jelentése holland tanulmányok, átvitt értelemben a nyugati kultúrkör tanulmányozása – hatására alakult ki a 19. század közepétől.

### Gairaigo
A gairaigo (外来語, idegenből átvett szavak) fogalom alatt, elsősorban olyan asszimilálódott szavakat értünk, amelyek európai nyelvekből származnak, azonban a számos eltérő tényállás, megnehezíti a fogalom pontos meghatározását. Az ősi kínai nyelvből és az egyéb környező nyelvekből származó szavak, amik a Meidzsi-kor (1868–1912) előtt kerültek be a japán szókészletbe, nem tekinthetőek gairaigonak. Viszont, számos tudós ide sorolja a kango jakugot, az Edo-kor (1600-1867) utáni kontinentális jövevényszavakat, és – többek között – a modern kínai átvételeket is. Ez utóbbiak kivételével, a legtöbb gairaigot katakana segítségével írják le, amit katakanagonak (カタカナ語, katakana szavak) is neveznek. A gairaigo kifejezések száma egyre növekszik, becslések szerint a szótárak korpuszának mintegy 10%-át teszik ki, nagy részük (94%-uk) angol eredetű.

#### Jógo
A jógo (洋語, nyugati szavak) alatt, olyan jövevényszavakat értünk, amik kizárólag Európából származnak, beleértve a Meidzsi-kor előtti átvételeket is. A japán szókészletben sikeresen asszimilálódtak; angol, holland (蘭学), német, spanyol, portugál, francia, orosz és egyéb európai eredetű szavak.

## Egyéb fogalmak
A gaikokugo (外国語, külföldi szavak), olyan szavakra vonatkozik, amik nem asszimilálódtak a japán szókészletbe, ill. jelentésük általában, az általános beszélőközösség számára, értelmezhetetlen.
A hibrid szavak tradicionális elnevezése a japán nyelvben, a konsugo (混種語, hibrid szavak). Minden olyan szó ide tartozik, ami az őshonos-, hangutánzó- és hangulatfestő-, sino-japán szavak és az egyéb külföldi szavak összeolvadásából alakult ki. Így összesen tizenkétféle változat lehetséges.

## Tanulmányok
Az 1859-es Genkai szótár, hozzávetőlegesen 60%-ban sino–japán szavakat, 1,4%-ban más, egyéb kölcsönszavakat tartalmaz, habár napjainkban ezen utóbbi csoport jelentős mértékben növekedésnek indult, a sino–japán szavak szilárdan helyt állnak.
A Kokuricu Kokugo Kenkjúdzso (国立国語研究所, Anyanyelv Kutató Intézet) 25. számú jelentése alapján, a kölcsönszavak mennyiségét tekintve, az angol nyelvből kölcsönzött szavak száma – a többi nyelvhez viszonyítva – eléri, a 80,8%-t.